# Lijst van Servische gerechten
Dit is een lijst van Servische gerechten:
- Ajvar - een smaakmaker die hoofdzakelijk bestaat uit rode paprika, aubergine, zout, plantaardige olie en specerijen.
- Boranije - gebonden soep met sperziebonen, aardappelen en vlees
- Burek - deeggerecht met gehakt of kaas
- Ćevapčići - worstjes gemaakt van gehakt
- Čorba - zure soep
- Čvarci - zwoerd
- Gulaš - vleesschotel
- Kačamak - variant van Italiaanse palenta en Roemeense mămăligă
- Kajmak - romig zuivelproduct, vergelijkbaar met zure room
- Karađorđeva šnicla - schnitzel gevuld met kajkmak
- Mućkalica - gestoofd vlees met groenten. Bekendste varianten zijn Leskovacka en Toplicka
- Musaka - aardappels, aubergine en gehakt in lagen verdeeld.
- Paprikaš - het gerecht bestaat uit aardappels met vlees
- Pilav - rijstschotel
- Pljeskavica - Balkanvariant van een hamburger
- Pogača - broodsoort
- Proja - Servische maisbrood
- Punjene paprike - gevulde paprika's
- Sarma - koolschotel gevuld met rijst en gehakt
- Slatko - variant van aardbeienjam
- Šopska salata - salade met komkommers, paprika's, uien, tomaten en fetakaas
- Tavca - bonenschotel
- Urnebes - salade met o.a. chilipepers, zout en kaas
- Vanilice - zoete koekjes met vanillevulling en poedersuiker erop gestrooid.

Soevereine staten: Albanië · Andorra · België · Bosnië en Herzegovina · Verenigd Koninkrijk (Engeland - Schotland) · Bulgarije · Denemarken · Duitsland · Estland · Finland · Frankrijk · Griekenland · Hongarije · IJsland · Ierland · Italië · Kosovo · Kroatië · Letland · Liechtenstein · Litouwen · Luxemburg · Malta · Moldavië · Monaco · Montenegro · Nederland · Noord-Macedonië · Noorwegen · Oekraïne · Oostenrijk · Polen · Portugal · Roemenië · Rusland · San Marino · Servië · Slovenië · Slowakije · Spanje · Tsjechië · Vaticaanstad · Wit-Rusland · Zweden · Zwitserland 

Afhankelijke territoria: Åland · Faeröer · Gibraltar · Guernsey · Jersey · Man · Spitsbergen